# Багаури, Давид Амурович
Давид Амурович Багаури (род. 1 января 1969) — советский и российский самбист и дзюдоист, призёр чемпионатов СССР и России по самбо и дзюдо, мастер спорта России международного класса по дзюдо. Выступал в весовой категории до 86 кг. Капитан полиции.

## Спортивные результаты

### Дзюдо
- Первенство Европы по дзюдо среди юниоров 1988 года — ;
- Первенство Европы по дзюдо среди юниоров 1989 года — ;
- Чемпионат СССР по дзюдо 1989 года — ;
- Чемпионат СССР по дзюдо 1991 года — ;
- Чемпионат России по дзюдо 1998 года — ;

### Самбо
- Чемпионат России по самбо 1998 года — ;
- Чемпионат России по самбо 1999 года — ;